# 3.ª División Blindada (Ejército Imperial Japonés)

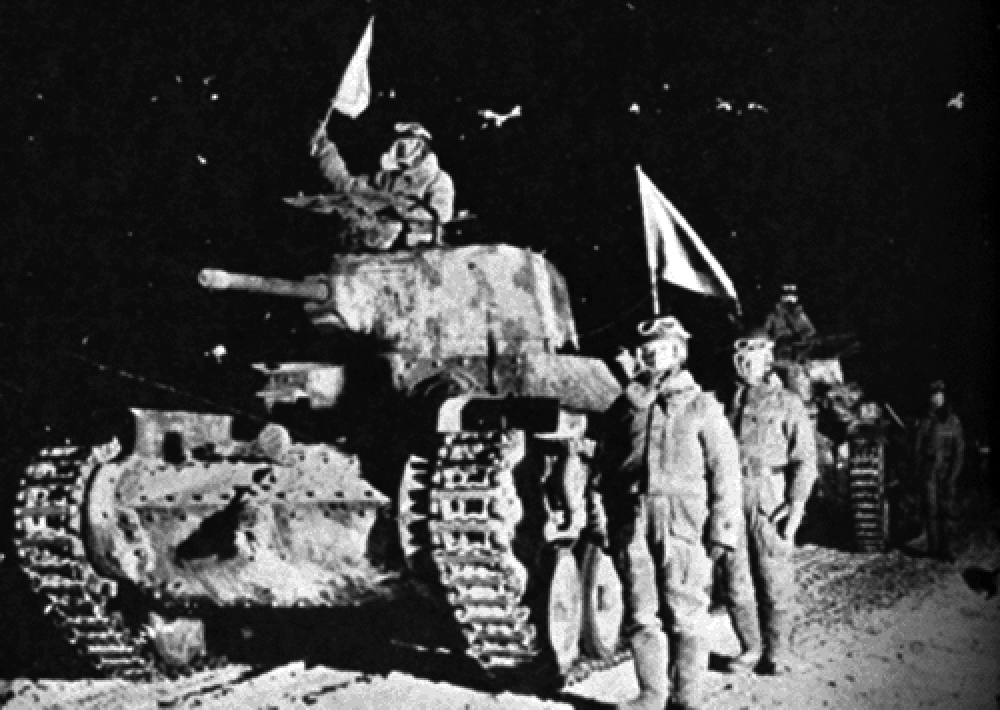
tanque tipo 97 asignado a La 3.ª División Blindada, norte de china,1944

La 3.ª División Blindada (戦車第3師団 Sensha Dai-san Shidan), fue una de las cuatro divisiones blindadas del Ejército Imperial Japonés en la Segunda Guerra Mundial.

## Historia
La 3.ª División Blindada se formó en Mongolia Interior en 1942 como parte del Ejército Japonés del Área del Norte de China, bajo el mando del general del Ejército de Guarnición de Mongolia.
Inicialmente encargada sobre todo de la patrulla fronteriza en la parte occidental de Manchukuo con la Unión Soviética, desde abril de 1944, participó en la Operación Ichi-Go en el norte de China contra el Ejército Nacional Revolucionario de la República de China. Los dos objetivos principales de Ichi-go fueron abrir una ruta terrestre a la Indochina francesa y capturar bases aéreas en el sureste de China desde donde los bombarderos estadounidenses atacaban el archipiélago y el transporte marítimo japonés.
El 8.º Regimiento Blindado de la 3.ª División Blindada (anteriormente con sede en Mukden) fue separado en junio de 1944, y fue transferido al control del Ejército Japonés del Área VIII en Rabaul.
El 12.º Regimiento Acorazado, anteriormente con base en Taiyuan, fue retirado para reforzar las defensas de Seúl en Corea hacia las etapas finales de la guerra y, como parte del Ejército Japonés del Área XVII, estaba en combate contra la invasión de Manchuria del Ejército Rojo Soviético.
El 13.º Regimiento Acorazado, normalmente con sede en Hankou, fue retirado a Tianjin en 1944, y terminó la guerra en Changsha. El 17.º Regimiento Acorazado puso fin a la guerra en Tianjin.
La 3.ª División Blindada fue oficialmente desmovilizada en septiembre de 1945 con el resto del Ejército Imperial Japonés.

## Oficiales al mando
|   | Nombre                           | Desde                  | Hasta                    |
| - | -------------------------------- | ---------------------- | ------------------------ |
| 1 | Teniente General Isaku Nishihara | 1 de diciembre de 1942 | 7 de enero de 1944       |
| 2 | Teniente General Hideo Yamaji    | 7 de enero de 1944     | 30 de septiembre de 1945 |